# Fließdrückverfahren
Das Fließdrückverfahren (auch Drückwalzverfahren oder Projizier-Streckdrücken) ist ein Fertigungsverfahren zur Verarbeitung von Metallen. Es handelt sich um ein spezielles Umformverfahren. Das Werkstück wird dabei durch die Verwendung von Walzen mit hohem Druck, aber niedriger Temperatur (unterhalb der Rekristallisationstemperatur, daher auch Kaltwalzen) geformt, wobei es zu einer hohen Kaltverfestigung kommt. Bei diesem Verfahren wird der Rohstoff so gut verwertet, dass wenig Abfall anfällt. Daher ist es wirtschaftlicher als andere Verfahren. Ein Nachteil ist, dass nur Produkte geringen Durchmessers hergestellt werden  können. Zweck des Verfahrens ist die Herstellung von nahtlosen Hohlkörpern, z. B. Rohren. Hohlkörper ohne Naht sind besonders stabil.
Mögliche Produkte sind beispielsweise Feuerlöscher, Kochtöpfe, Laternenmasten, aber auch Geschützrohre oder Zentrifugen zur Urananreicherung.
Zur Anwendung des Verfahrens werden Fließdrückmaschinen, eine deutsche Erfindung, benötigt. Da diese Maschinen nicht nur Produkte zur zivilen, sondern auch militärischen Nutzung herstellen können, unterliegen sie als sogenannte „Dual Use“-Güter einer strengen Exportkontrolle.